# Leonard Bernstein
Ne doit pas être confondu avec le compositeur américain de musique de film Elmer Bernstein
Pour les articles homonymes, voir Bernstein.
 (août 2023).
Si vous disposez d'ouvrages ou d'articles de référence ou si vous connaissez des sites web de qualité traitant du thème abordé ici, merci de compléter l'article en donnant les références utiles à sa vérifiabilité et en les liant à la section « Notes et références ».
Leonard Bernstein, né sous le nom de Louis Bernstein, le 25 août 1918 à Lawrence, Massachusetts (États-Unis) et mort le 14 octobre 1990 à New York, est un compositeur, chef d'orchestre et pianiste américain. 
Influencé par le travail des compositeurs occidentaux Piotr Ilitch Tchaïkovski, et Gustav Mahler. Il est aussi connu pour le tandem artistique qu'il forme avec le danseur et chorégraphe Jerome Robbins aussi bien au théâtre qu'au cinéma. Ensemble, ils œuvrent notamment sur le ballet Fancy Free en 1944 et sur la comédie musicale West Side Story en 1957 qui sont popularisés par ses adaptations au cinéma en 1961 et 2021. Il est pendant onze années le directeur de l'Orchestre philharmonique de New York.
Son rôle est interprété au cinéma par l'acteur américain Bradley Cooper dans le film biographique Maestro.

## Biographie
Louis Bernstein est né à Lawrence, dans le Massachusetts, aux États-Unis, de parents juifs ukrainiens.

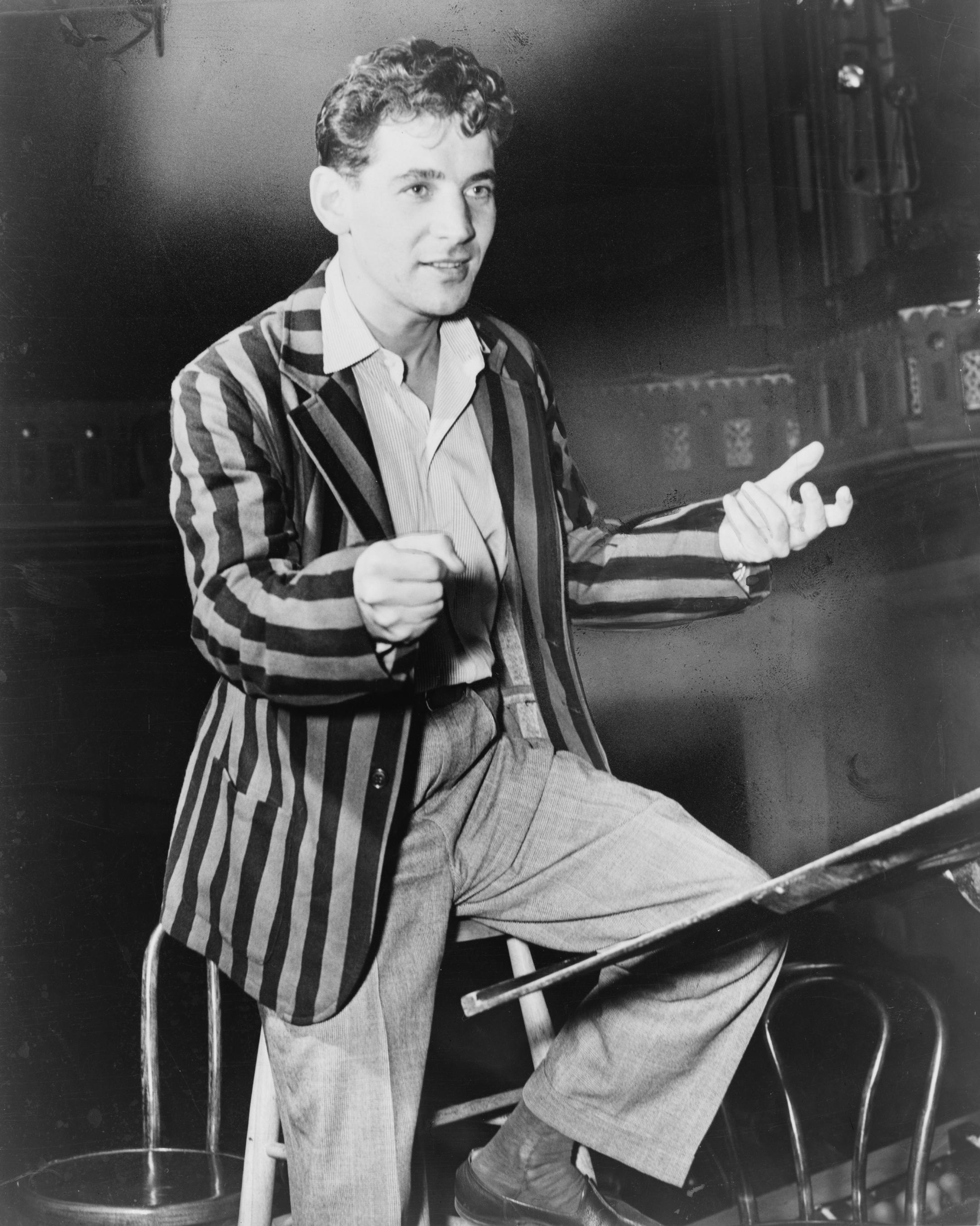
Leonard Bernstein dirigeant l'Orchestre philharmonique de New York (1945).

Il fait ses études à l'université Harvard jusqu'en 1939, puis il rencontre les chefs d'orchestre Fritz Reiner, Dimitri Mitropoulos et Serge Koussevitzky dont il devient l'assistant en 1940 à Tanglewood. Il est nommé chef assistant de l'Orchestre philharmonique de New York en 1943 et y fait ses débuts en remplaçant au pied levé Bruno Walter dans un programme radiodiffusé dans toute l'Amérique. Jusqu'en 1951, il revient à Tanglewood pour se consacrer à l'enseignement de la direction et de la composition.
En 1954, il devient célèbre en dirigeant le Symphony of the Air Orchestra à la télévision lors de la célèbre série d'émissions Omnibus. De 1958 à 1972, il présente les Young People's Concerts à la télévision, émissions au cours desquelles il démontre toutes ses qualités de pédagogue auprès de jeunes gens à qui il fait découvrir la musique classique en l'émancipant d'un certain académisme. L'éclectisme de son œuvre et de ses interprétations est du reste dans cette ligne vouée à élargir au grand nombre le goût dit classique. En parallèle, il introduit dès 1961 les concerts de Young Performers, où de jeunes solistes sélectionnés sur audition ont la chance de se produire avec orchestre, sous la direction de Leonard Bernstein ou de chefs assistants.
Il est nommé directeur musical de l'Orchestre philharmonique de New York de 1958 à 1969 et acquiert une réputation internationale d'une part comme chef d'orchestre et d'autre part comme compositeur notamment de la comédie musicale West Side Story (1957).
En avril 1967, Leonard Bernstein anime Inside Pop - The Rock Revolution, documentaire sur les genres pop-rock, produit par la CBS. En 1973, il présente pour la télévision six conférences, les Norton Lectures, depuis l'Université Harvard où il est titulaire d'une chaire de poésie. Durant les années 1970-1980, il est invité régulièrement par l'Orchestre national de France avec lequel il enregistre plusieurs disques de musique française. À la fin des années 1980, il accepte de prendre en main l'orchestre du Festival du Schleswig-Holstein en Allemagne et y donne des cours magistraux de direction d'orchestre.
En 1987, il célèbre le centenaire de Nadia Boulanger au Conservatoire américain de Fontainebleau. Le 25 décembre 1989, il dirige au Schauspielhaus (actuel Konzerthaus de Berlin) une Symphonie n° 9 de Beethoven réunissant des musiciens du monde entier, pour fêter la chute du mur de Berlin. En juillet 1990, il participe à la création du Pacific Music Festival (en) au Japon dont il dirige l'orchestre de jeunes. Ce sera l'un de ses derniers grands projets. Son ultime concert se déroule le 19 août 1990 à la tête de l'Orchestre symphonique de Boston.
Leonard Bernstein meurt le 14 octobre 1990 à New York, d'un cancer des poumons et d'une pneumonie.

### Collaborations et répertoire
Chef d'orchestre réputé pour son énergie fulgurante tant aux répétitions qu'aux concerts, il a dirigé les plus grandes formations de ce monde : outre le Philharmonique de New York, il a dirigé très fréquemment l'Orchestre philharmonique d'Israël, l'Orchestre philharmonique de Vienne (où il eut du mal à faire accepter la musique de Mahler), l'Orchestre royal du Concertgebouw, l'Orchestre symphonique de la radio bavaroise et l'Orchestre national de France. Il n'eut qu'une seule collaboration avec l'Orchestre philharmonique de Berlin, dont témoigne l'enregistrement live de la Symphonie n° 9 de Mahler en 1979. En Grande-Bretagne, il ne collabora qu'une seule fois avec l'Orchestre symphonique de la BBC, en 1982. Au début de sa carrière, il enregistra en 1946 le Concerto en sol de Ravel avec le tout nouvel Orchestre Philharmonia ; mais c'est essentiellement avec l'Orchestre symphonique de Londres qu'il se produisit sur le sol britannique.
Éclectique, son répertoire brassait plus de trois siècles de musique, de Bach aux auteurs de son temps. Fervent interprète du répertoire germanique (Beethoven, Schumann, Mahler, etc.), il s'est intéressé de très près à Hector Berlioz, Jean Sibelius, Dmitri Chostakovitch, et fut un grand interprète de la musique d’Igor Stravinsky. 
Il a présenté, souvent en première audition, des œuvres de Charles Ives, Lukas Foss, Ned Rorem, Aaron Copland, William Schuman et David Diamond.

### Compositeur

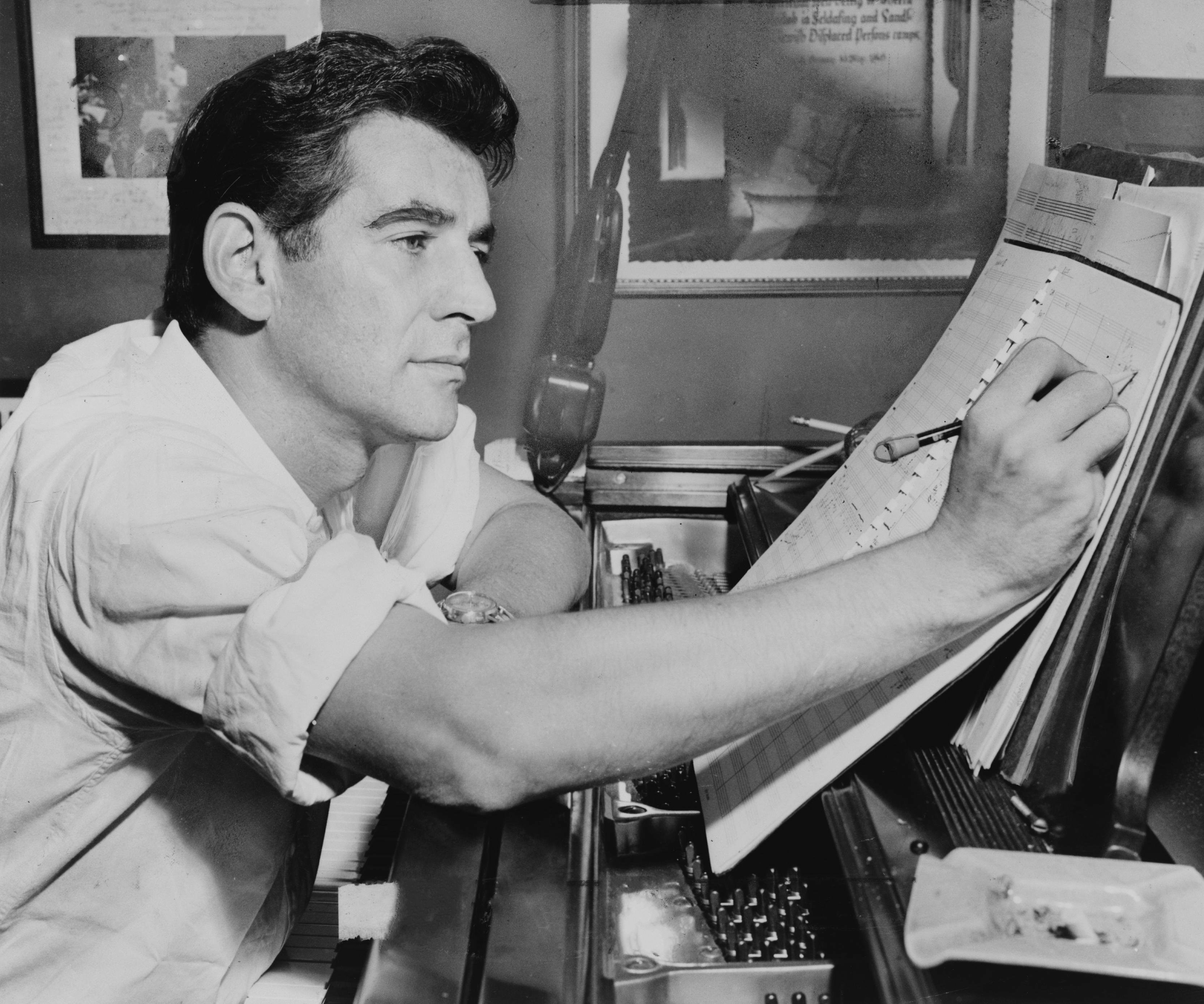
Leonard Bernstein au piano, annotant des partitions (1955).

Compositeur prolifique, il est l'auteur de trois symphonies, deux opéras, parmi un très grand nombre d'autres œuvres. Mais ce qui caractérise principalement Bernstein, c'est son aisance à passer d'un style à l'autre : du jazz (West Side Story, Wonderful Town), au blues-gospel (Mass), en passant par certaines pointes de dodécaphonisme (dans ses premières œuvres, cependant reniées par la suite).

### Vie privée

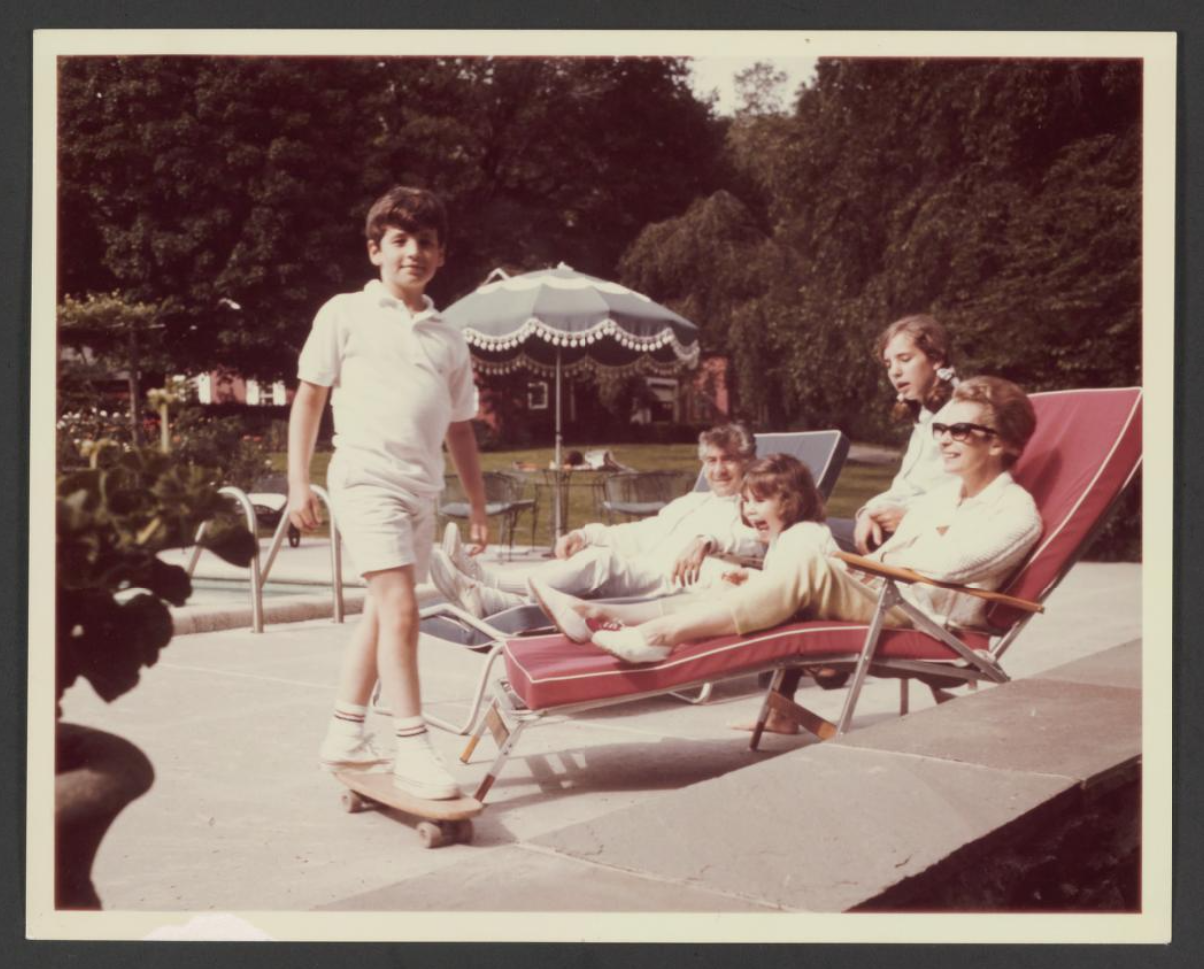
Leonard Bernstein avec son épouse Felicia et leurs trois enfants, 1966.

En 1951, il épouse Felicia Montealegre, avec qui il a trois enfants, Jamie, Alexander et Nina,. Il la quitte en 1976 pour vivre son homosexualité, puis revient s'occuper d'elle lors de son cancer, jusqu'à sa mort en 1978.
Sa synesthésie musique-couleur influe sur sa création.

## Distinctions
- Commandeur de la Légion d'honneur (1986)

## Œuvres

### Ballet
- Fancy Free (en), musique de ballet pour orchestre (1944)
- Facsimile, essai chorégraphique pour orchestre et piano (1946)
- Dybbuk, musique de ballet pour orchestre et deux voix (1974)

### Opéra
- Trouble in Tahiti, opéra en un acte pour voix et orchestre (1952)
- Candide, opérette en deux actes pour voix et orchestre (1956, nouveau livret en 1973, révisée en 1982 et 1989)
- A Quiet Place (en), opéra en trois actes pour voix et orchestre (1983, révisé en 1984)

### Comédie musicale
- On the Town, comédie musicale en deux actes pour voix, chœur, orchestre et danseurs (1944)
- Peter Pan, musique pour le théâtre pour voix, chœur et orchestre (1950)
- Wonderful Town, comédie musicale en deux actes pour voix, chœur, orchestre et danseurs (1953)
- West Side Story, comédie musicale en deux actes pour voix, orchestre et danseurs (1957)
- The Race to Urga (en), comédie musicale inachevée (1968)
- By Bernstein, revue musicale (1975)
- 1600 Pennsylvania Avenue, comédie musicale pour voix et orchestre (1976)
- A Party with Betty Comden and Adolph Green (en), revue musicale (1977)
- The Madwoman of Central Park West (en), comédie musicale (1979) [participation]

### Musique de scène
- The Birds, musique de scène pour la pièce Les Oiseaux d'Aristophane (1939)
- The Peace, musique de scène pour la pièce La Paix d'Aristophane (1941)
- The Lark, musique de scène pour la pièce L'Alouette de Jean Anouilh (1955)
- The Firstborn, musique de scène pour la pièce homonyme de Christopher Fry (1958)
- Mass, pièce de théâtre musicale pour chanteurs, musiciens et danseurs (1971)

### Musique de film
- Un jour à New York (On the Town), film musical de Stanley Donen et Gene Kelly (1949)
- Sur les quais (On the Waterfront), film d'Elia Kazan (1954)
- West Side Story, film musical de Robert Wise et Jerome Robbins (1961)
- West Side Story, film musical de Steven Spielberg (2021)

### Orchestre
- Symphonie no 1 « Jeremiah », pour mezzo-soprano et orchestre (1942)
- Three Dance Variations from Fancy Free, pour orchestre (1944)
- Three Dance Episodes from « On the Town », pour grand ensemble de cuivres et percussions (1945)
- Symphonie no 2 « L'Âge de l'anxiété », pour piano et orchestre (1949, révisée en 1965)
- Prelude, Fugue and Riffs, pour clarinette solo et ensemble de jazz (1949)
- Sérénade, d'après Le Banquet de Platon (en), pour violon solo, orchestre à cordes, harpe et percussion (1954)
- Suite symphonique de On the Waterfront, pour orchestre (1955)
- Ouverture de Candide, pour orchestre (1956)
- Danses symphoniques de West Side Story, pour orchestre (1961)
- Symphonie no 3 « Kaddish », pour chœur mixte, chœur de garçons, récitant, soprano et orchestre (1963, révisée en 1977)
- Suite no 1 de Dybbuk, pour ténor, baryton-basse et orchestre (1974)
- Suite no 2 de Dybbuk, pour orchestre (1974)
- Three Meditations from « Mass », pour violoncelle et orchestre (1977)
- Slava! A Political Overture (en), pour orchestre (1977)
- CBS Music, pour orchestre (1977)
- A Musical Toast, pour orchestre (1980)
- Divertimento, pour orchestre (1980)
- Halil (en), nocturne pour flûte solo et orchestre (1981)
- Concerto pour orchestre (en) « Jubilee Games » (1986, révisé en 1988 et 1989)

### Musique de chambre
- Trio avec piano, pour piano, violon et violoncelle (1937)
- Sonate pour violon, pour violon et piano (1940)
- Four Studies for two Clarinets, two Bassoons and Piano (1940)
- Sonate pour clarinette et piano (1942)
- Brass Music, cinq pièces pour quatuor de cuivres et piano (1948)
- Fanfare pour l'inauguration de John F. Kennedy, pour ensemble de cuivres et percussions (1961)
- Fanfare pour le 25e anniversaire de la High School, pour ensemble de cuivres et percussions (1961)
- Shivaree, fanfare pour deux ensembles de cuivres et percussions (1969)
- Two Meditations from « Mass », pour violoncelle et piano (1971)
- Variations on an Octatonic Scale, pour flûte à bec et violoncelle (1988)
- Dance Suite (en), pour quintette de cuivres (1989)

### Musique chorale
- Hashkiveinu (en), pour cantor, chœur mixte et orgue (1945)
- Reenah, pour chœur mixte et orchestre (1947, révisé en 1993)
- Simchu Na, arrangement pour chœur mixte et piano (1947)
- Yigdal, pour chœur mixte et piano (1950)
- Chichester Psalms, pour garçon soprano, chœur mixte et orchestre (1965)
- Warm-Up, pour chœur mixte (1970)
- A Little Norton Lecture, pour chœur d'hommes (1973)
- Olympic Hymn, pour chœur mixte et orchestre (1981)
- Missa Brevis (en), pour contre-ténor, chœur mixte et percussion (1988)
- White House Cantata, pour voix, chœur et orchestre (1997) [posthume]

### Musique vocale
- Psalm 148, pour voix et piano (1935)
- I Hate music : A Cycle of Five Kid Songs, pour voix et piano (1943)
- Big Stuff, pour voix et piano (1944)
- Afterthought, étude sur le ballet Facsimile pour voix et orchestre (1945)
- La Bonne Cuisine, quatre recettes pour voix et piano (1947)
- Two Love Songs sur des poèmes de Rainer Maria Rilke, pour voix et piano (1949)
- Silhouette (Galilee), pour voix et piano (1951)
- Get Hep!, marche pour voix et piano (1955)
- So Pretty, pour voix et piano (1968)
- Vayomer Elohim, pour voix et piano (1974)
- Songfest (en), cycle de poèmes américains pour six chanteurs et orchestre (1977)
- Piccola Serenata, pour voix et piano (1979)
- My Twelve Tone Melody, pour voix et piano (1988)
- Arias and Barcarolles, pour mezzo-soprano, baryton et piano à quatre mains (1988)

### Piano
- Music for Two Pianos (1937)
- Sonate pour piano (1938)
- Music for the Dance no I (1938)
- Music for the Dance no II (1938)
- Scenes from the City of Sin, pour piano à quatre mains (1939)
- Arrangement de El Salón México (en) d'Aaron Copland (1941)
- Seven Anniversaries (1943)
- Four Anniversaries (1948)
- Four Sabras (1950)
- Five Anniversaries (1951)
- Bridal Suite, pour piano à deux, trois et quatre mains (1960)
- Moby Diptych (1981)
- Touches (1981)
- Thirteen Anniversaries (en) (1988)

## Publications
- Leonard Bernstein, Findings, New York, Anchor Books, 1993 (1re éd. 1982), 381 p. (ISBN 0-385-42437-X)
- Leonard Bernstein, The Infinite Variety of Music, New York, Anchor Books, 1993 (1re éd. 1966), 286 p. (ISBN 0-385-42438-8)
- Leonard Bernstein, The Joy of Music, Pompton Plains, New Jersey, Amadeus Press, 2004 (1re éd. 1959) (ISBN 1-57467-104-9)
- Leonard Bernstein, Young People's Concerts, Milwaukee, Cambridge, Amadeus Press, 200 (1re éd. 1962), 379 p. (ISBN 1-57467-102-2, lire en ligne)
- Leonard Bernstein. The Unanswered Question: Six Talks at Harvard, Harvard University Press, 1976,  (ISBN 0-674-92001-5).

## Hommages
Est nommé en son honneur (4476) Bernstein, un astéroïde de la ceinture principale découvert en 1983.

## Dans la culture populaire
- Emmanuelle Franc lui consacre une série de 16 émissions documentaires radiophoniques, Un été avec Bernstein, d'une durée totale d'environ 16 heures, diffusée sur France Musique du 7 juillet au 26 août 2018.
- Bradley Cooper lui consacre le film biographique Maestro sorti en 2023[10].

### Vidéographie
- Leonard Bernstein : Reflections, film de Peter Rosen 1978, EuroArts DVD 2009
- Teachers and Teaching, 1988, Unitel
- The Gift of Music, film de Horant H. Hohlfeld 1993, Unitel DVD
- Larger than Life, film de Georg Wübbolt 2015 , CMajor DVD.